# 용와산성
용와산성은 대한민국 충청남도 천안시와 아산시에 걸쳐 있는 산성이다. 1995년 5월 10일 천안시의 향토문화유산 제35호로 지정되었다.

## 개요
테뫼식 산성 둘레 300m이다.